# Рефожуш-ди-Риба-ди-Ави
Рефожуш-ди-Риба-ди-Ави (порт. Refojos de Riba de Ave)  —  район (фрегезия) в Португалии,  входит в округ Порту. Является составной частью муниципалитета  Санту-Тирсу. Находится в составе крупной городской агломерации Большой Порту. По старому административному делению входил в провинцию Дору-Литорал. Входит в экономико-статистический  субрегион Аве, который входит в Северный регион. Население составляет 1106 человек на 2001 год. Занимает площадь 5,54 км².
Покровителем района считается Святой Христофор (порт. São Cristóvão). 